# Алиф
Алиф (араб. ألف‎ — ’алиф) — первая буква арабского алфавита. Используется для обозначения длинного звука /aː/ или (реже) гортанной смычки.

## Соединение
Стоящая отдельно или в начале слова — ﺍ; в середине или в конце — ﺎ.

## Абджадия
Букве соответствует число 1.

## Произношение
Филолог арабского языка Халиль ибн Ахмад пишет: «Звуков в арабском языке 29. 25 из них правильные, так как имеют фиксированные места образования и определённые преграды (в речевом аппарате, о которые ударяется голос), а 4 — полостные:
الواو — уау,
الياء — йа,
الألف اللينة — мягкая алиф,
الهمزة — хамза (гортанная смычка).
Их назвали полостными (الجوفية), так как у голоса, выходящего из лёгких, нет преград (в речевом аппарате) ни в горле, ни в язычке, ни в языке. Звук состоит только из голоса, и у этих звуков нет определённого места образования».
Буква алиф может обозначать не только долгую гласную «а».
Арабское слово не может начинаться с неогласованной (беззвучной) согласной.
Если слово по какой-то причине начинается с беззвучной согласной, то перед ней обязательно надо поставить букву алиф, которая будет обозначать короткий гласный «и» (лишь иногда в приказательной форме глагола — звук «у»).
Например, слова «Стерлитамак» или же «Стамбул» будут выглядеть:
اسْتِيرْلِيتَمَاق
اِسْتَنْبُول
Также форма прошедшего времени глаголов тех пород, которые начинаются с алифа (породы с 7-й по 15-ю трёхбуквенных глаголов, 3-я и 4-я породы четырёхбуквенных глаголов), и их приказательные формы соответственно:
اِسْتَغْفَرَ (попросил прощения) и اِسْتَغْفِرْ (проси прощения).
А также приказательная форма 1-й породы трёхбуквенного глагола, которая начинается с алифа, хотя в форме прошедшего времени его нет:
ضَرَبَ (ударил) и اِضْرِبْ (ударь)
Подобную алиф в начале слова называют «соединительная хамза» (разновидность гортанной смычки): هَمْزَةُ الوَصْلِ
Исключением являются глаголы четвёртой породы, у которых формы прошедшего времени и приказательная используют разделительную хамзу (هَمْزَةُ القَطْعِ):
أَدْرَكَ (догнал) и أَدْرِكْ (догони)
Следуя после огласовки фатха, алиф обозначает долгий «а», в классическом произношении стремящийся к «э», пример:
كَانَ (был)
Арабские женские имена в большинстве своём имеют в конце значок «та-марбута» (ة), как бы совмещающий в себе буквы (ت) и (ه). Например:
خَدِيجَة
عَائِشَة
В потоке речи этот знак читают как обычный звук «Т»-глухой (ت), а при остановке она превращается в Ха-мягкую (ه) (хотя на письме он принимает танвин).
«Та-марбуту» заменяет буква алиф, которая как раз обозначает звук «А». Например:
زُلَيْخَا
إِرِينَا
سَاشَا

## Буква ханифи
А (𐴀, также известна как алиф) — первая буква алфавита ханифи для языка рохинджа. Обозначает звук [ʔ] или не читается, в арабском варианте алфавита для рохинджа ей соответствует ا, в латинском варианте алфавита соответствия не имеет.